# Associazione Calcio Napoli 1934-1935
Questa voce raccoglie le informazioni riguardanti l'Associazione Calcio Napoli nelle competizioni ufficiali della stagione 1934-1935

## Stagione
La stagione 1934-1935 del Napoli è la 6ª stagione in Serie A e la 9ª complessiva in massima serie.
Il Napoli, in virtù del terzo posto in campionato conquistato l'anno precedente, partecipò per la prima volta alla Coppa Europa (o Mitropa Cup), la massima competizione europea di quei tempi. Al primo turno gli Azzurri affrontarono gli austriaci dell'Admira Vienna. Dopo un pareggio per 0-0 nella gara d'andata in trasferta, sprecarono il doppio vantaggio iniziale nella gara di ritorno a Napoli facendosi rimontare dagli avversari (risultato finale 2-2); nella bella vennero travolti per 5-0. In campionato i partenopei arrivarono settimi. A fine stagione l'allenatore Garbutt lasciò la panchina.

## Divise
| Prima divisa | Divisa portiere |

## Organigramma societario
Area direttiva
- Presidente: Vincenzo Savarese

Area tecnica
- Allenatore: William Garbutt

## Rosa

Una formazione del Napoli 1934-1935

| N. |                    | Ruolo | Calciatore         |
| -- | ------------------ | ----- | ------------------ |
|    | Italia (bandiera)  | P     | Vittorio Alfieri   |
|    | Italia (bandiera)  | P     | Giuseppe Cavanna   |
|    | Italia (bandiera)  | P     | Arnaldo Sentimenti |
|    | Italia (bandiera)  | D     | Eraldo Bedendo     |
|    | Italia (bandiera)  | D     | Luigi Castello     |
|    | Italia (bandiera)  | D     | Enrico Colombari   |
|    | Brasile (bandiera) | D     | Paulo Innocenti () |
|    | Italia (bandiera)  | D     | Maggiorino Mongero |
|    | Italia (bandiera)  | D     | Giovanni Vincenzi  |
|    | Italia (bandiera)  | D     | Athos Zontini      |
|    | Italia (bandiera)  | C     | Carlo Buscaglia    |
|    | Italia (bandiera)  | C     | Giacomo Busiello   |

| N. |                      | Ruolo | Calciatore                     |
| -- | -------------------- | ----- | ------------------------------ |
|    | Italia (bandiera)    | C     | Guglielmo Glovi                |
|    | Italia (bandiera)    | C     | Valerio Gravisi                |
|    | Italia (bandiera)    | C     | Enrico Rivolta                 |
|    | Paraguay (bandiera)  | C     | Oreste Sallustro ()            |
|    | Italia (bandiera)    | C     | Umberto Visentin               |
|    | Italia (bandiera)    | A     | Pietro Ferraris                |
|    | Italia (bandiera)    | A     | Gino Rossetti                  |
|    | Paraguay (bandiera)  | A     | Attila Sallustro (capitano) () |
|    | Argentina (bandiera) | A     | Guillermo Stábile              |
|    | Italia (bandiera)    | A     | Giovanni Venditto              |
|    | Italia (bandiera)    | A     | Antonio Vojak                  |

## Risultati

### Serie A

#### Girone di andata
| Arbitro: | Pizziolo (Firenze) |

|  |           |              |
|  | Marcatori | 41’ Cattaneo |

| Arbitro: | Mastellari (Bologna) |

|                       |           |              |
| Borel 60’ Ferrari 82’ | Marcatori | 10’ Ferraris |

| Arbitro: | Turbiani (Ferrara) |

|                                     |           |                             |
| Ferraris 12’ Glovi 47’ Rossetti 55’ | Marcatori | 41’ Scopelli 69’ Scaramelli |

| Arbitro: | Corradini (Bologna) |

|                       |           |                        |
| Moretti 8’ Arcari 75’ | Marcatori | 40’ Vojak 68’ Ferraris |

| Arbitro: | Pasinato (Venezia) |

|               |           |  |
| Colombari 47’ | Marcatori |  |

| Arbitro: | Mattea (Torino) |

|                                          |           |                         |
| Scagliotti 59’ Nekadoma 65’ Morselli 84’ | Marcatori | 32’ Sallustro 68’ Vojak |

| Arbitro: | Gianni (Firenze) |

|                           |           |  |
| Colombari 50’ Gravisi 72’ | Marcatori |  |

| Arbitro: | Dattilo (Roma) |

|                                                            |           |  |
| Sallustro 26’, 38’ Ferraris 46’, 63’ Vojak 60’ Rivolta 86’ | Marcatori |  |

| Arbitro: | Sassi (Roma) |

|            |           |                                       |
| Busini 55’ | Marcatori | 8’ Sallustro 38’ Gravisi 48’ Ferraris |

| Arbitro: | Mastellari (Bologna) |

|                       |           |             |
| Vojak 68’ (rig.), 77’ | Marcatori | 30’ Spinola |

| Roma 6 gennaio 1935 11ª giornata | Lazio | 3 – 1 referto | Napoli |  |

| Napoli 13 gennaio 1935 12ª giornata | Napoli | 0 – 1 referto | Ambrosiana-Inter |  |

| Livorno 20 gennaio 1935 13ª giornata | Livorno | 0 – 2 A tav. referto | Napoli |  |

| Napoli 27 gennaio 1935 14ª giornata | Napoli | 2 – 1 referto | Triestina |  |

| Bologna 3 febbraio 1935 15ª giornata | Bologna | 3 – 0 referto | Napoli |  |

#### Girone di ritorno
| Alessandria 10 febbraio 1935 16ª giornata | Alessandria | 4 – 2 referto | Napoli |  |

| Napoli 24 febbraio 1935 17ª giornata | Napoli | 0 – 0 referto | Juventus |  |

| Roma 3 marzo 1935 18ª giornata | Roma | 4 – 0 referto | Napoli |  |

| Napoli 10 marzo 1935 19ª giornata | Napoli | 0 – 1 referto | Milan |  |

| Vercelli 17 marzo 1935 20ª giornata | Pro Vercelli | 1 – 1 referto | Napoli |  |

| Napoli 31 marzo 1935 21ª giornata | Napoli | 1 – 1 referto | Fiorentina |  |

| Brescia 7 aprile 1935 22ª giornata | Brescia | 0 – 1 referto | Napoli |  |

| Palermo 14 aprile 1935 23ª giornata | Palermo | 2 – 0 referto | Napoli |  |

| Napoli 21 aprile 1935 24ª giornata | Napoli | 1 – 1 referto | Sampierdarenese |  |

| Torino 28 aprile 1935 25ª giornata | Torino | 0 – 0 referto | Napoli |  |

| Napoli 5 maggio 1935 26ª giornata | Napoli | 3 – 0 referto | Lazio |  |

| Milano 12 maggio 1935 27ª giornata | Ambrosiana-Inter | 2 – 1 referto | Napoli |  |

| Napoli 19 maggio 1935 28ª giornata | Napoli | 1 – 1 referto | Livorno |  |

| Trieste 26 maggio 1935 29ª giornata | Triestina | 0 – 0 referto | Napoli |  |

| Napoli 2 giugno 1935 30ª giornata | Napoli | 1 – 1 referto | Bologna |  |

### Coppa dell'Europa Centrale

#### Ottavi di finale
| Vienna 17 giugno 1934 Andata | Admira Vienna | 0 – 0 | Napoli | Stadion an der Hopfengasse (20.000 spett.)\| Arbitro: \| Zenizek \| |
| Arbitro:                     | Zenizek       |       |        |                                                                     |

| Arbitro: | Klug |

|                                  |           |                          |
| Sallustro I 17’ Vojak 56’ (rig.) | Marcatori | 68’ Honemann 75’ Vogel I |

| Arbitro: | Wutrich |

|                                                                          |           |  |
| Vogel I 2’ Honemann 48’ Pavlicek 53’ (rig.) Durspekt 62’ Humenberger 78’ | Marcatori |  |

## Statistiche

### Statistiche di squadra
| Competizione               | Punti | In casa | In casa | In casa | In casa | In casa | In casa | In trasferta | In trasferta | In trasferta | In trasferta | In trasferta | In trasferta | In campo neutro | In campo neutro | In campo neutro | In campo neutro | In campo neutro | In campo neutro | Totale | Totale | Totale | Totale | Totale | Totale | DR |
| Competizione               | Punti | G       | V       | N       | P       | Gf      | Gs      | G            | V            | N            | P            | Gf           | Gs           | G               | V               | N               | P               | Gf              | Gs              | G      | V      | N      | P      | Gf     | Gs     | DR |
| -------------------------- | ----- | ------- | ------- | ------- | ------- | ------- | ------- | ------------ | ------------ | ------------ | ------------ | ------------ | ------------ | --------------- | --------------- | --------------- | --------------- | --------------- | --------------- | ------ | ------ | ------ | ------ | ------ | ------ | -- |
| Serie A                    | 29    | 15      | 7       | 5       | 3       | 23      | 11      | 15           | 3            | 4            | 8            | 16           | 27           | -               | -               | -               | -               | -               | -               | 30     | 10     | 9      | 11     | 39     | 38     | +1 |
| Coppa dell'Europa Centrale |       | 1       | 0       | 1       | 0       | 2       | 2       | 1            | 0            | 1            | 0            | 0            | 0            | 1               | 0               | 0               | 1               | 0               | 5               | 3      | 0      | 2      | 1      | 2      | 7      | -5 |
| Totale                     |       | 16      | 7       | 6       | 3       | 25      | 13      | 16           | 3            | 5            | 8            | 16           | 27           | 1               | 0               | 0               | 1               | 0               | 5               | 33     | 10     | 11     | 12     | 41     | 45     | -4 |

### Statistiche dei giocatori
| Giocatore         | Campionato di Serie A | Campionato di Serie A | Coppa dell'Europa Centrale | Coppa dell'Europa Centrale | Totale   | Totale |
| Giocatore         | Presenze              | Reti                  | Presenze                   | Reti                       | Presenze | Reti   |
| ----------------- | --------------------- | --------------------- | -------------------------- | -------------------------- | -------- | ------ |
| V. Alfieri        | -                     | -                     | -                          | -                          | -        | -      |
| G. Cavanna        | 18                    | -19                   | 3                          | -7                         | 21       | -26    |
| A. Sentimenti     | 12                    | -19                   | -                          | -                          | 12       | -19    |
| E. Bedendo        | 15                    | 0                     | -                          | -                          | 15       | 0      |
| L. Castello       | 30                    | 0                     | 3                          | 0                          | 33       | 0      |
| E. Colombari      | 28                    | 2                     | 3                          | 0                          | 31       | 2      |
| P. Innocenti      | 10                    | 0                     | -                          | -                          | 10       | 0      |
| M. Mongero        | 2                     | 0                     | 3                          | 0                          | 5        | 0      |
| G. Vincenzi       | 21                    | 0                     | 3                          | 0                          | 24       | 0      |
| A. Zontini        | 1                     | 0                     | -                          | -                          | 1        | 0      |
| C. Buscaglia      | 9                     | 1                     | -                          | -                          | 9        | 1      |
| G. Busiello       | 1                     | 0                     | -                          | -                          | 1        | 0      |
| G. Glovi          | 9                     | 1                     | -                          | -                          | 9        | 1      |
| V. Gravisi        | 8                     | 2                     | -                          | -                          | 8        | 2      |
| E. Rivolta        | 30                    | 2                     | 3                          | 0                          | 33       | 2      |
| O. Sallustro (II) | 7                     | 1                     | -                          | -                          | 7        | 1      |
| U. Visentin       | 6                     | 0                     | 3                          | 0                          | 9        | 0      |
| P. Ferraris       | 23                    | 6                     | 3                          | 0                          | 26       | 6      |
| G. Rossetti       | 29                    | 5                     | 3                          | 0                          | 32       | 5      |
| A. Sallustro (I)  | 21                    | 7                     | 3                          | 1                          | 24       | 8      |
| G. Stábile        | 20                    | 0                     | -                          | -                          | 20       | 0      |
| G. Venditto       | 5                     | 0                     | -                          | -                          | 5        | 0      |
| A. Vojak          | 25                    | 10                    | 3                          | 1                          | 28       | 11     |